# Особняк Грейси

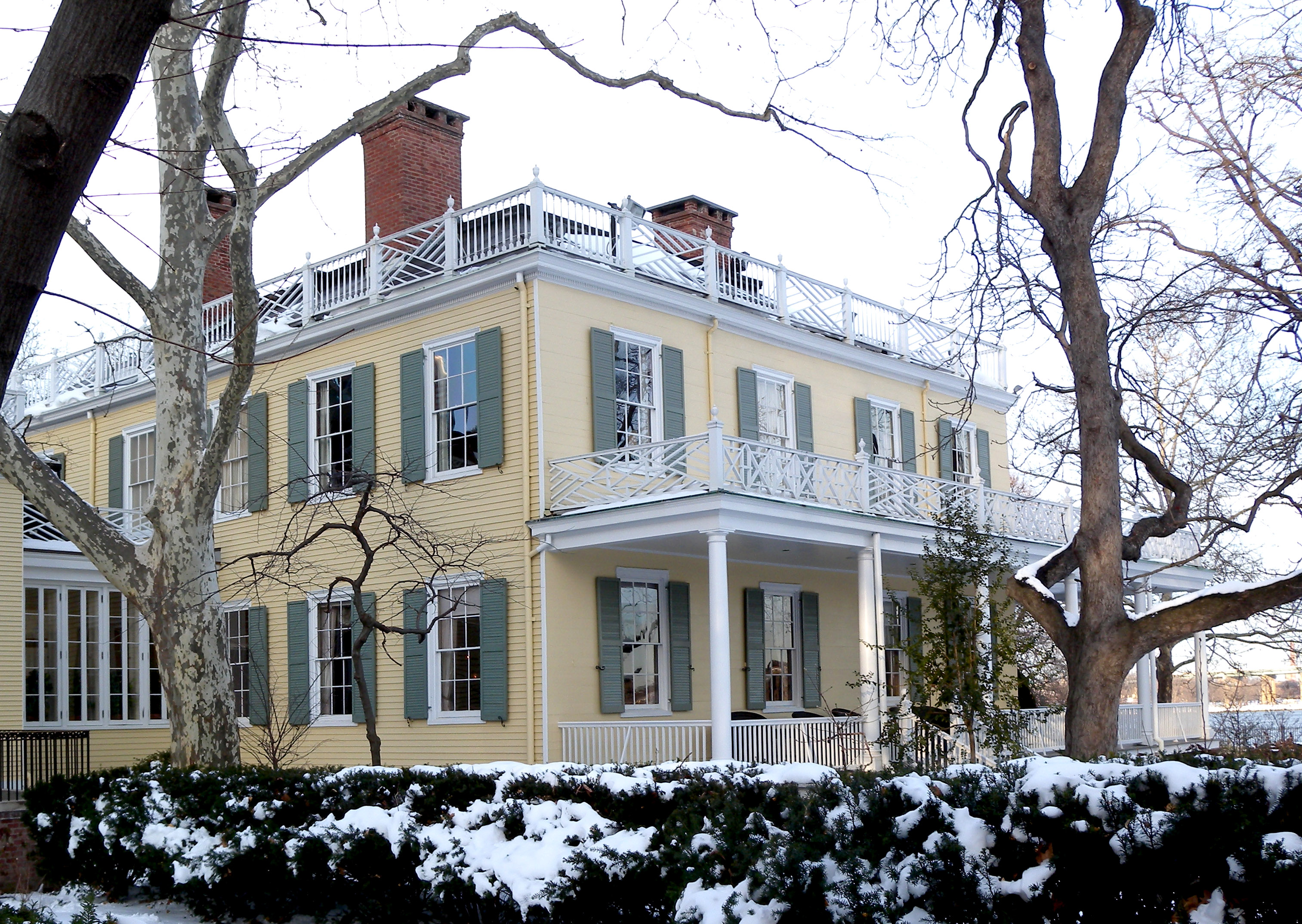
Особняк Грейси

Особняк Грейси, Особняк Арчибальда Грейси (англ. Gracie Mansion; Archibald Gracie Mansion) — официальная резиденция мэра Нью-Йорка. Особняк построен в 1799 году и находится в парке Карла Шурца (англ. Carl Schurz Park), на углу Ист-Энд-авеню и 88-й улицы, в районе Йорквилл на Манхэттене (Нью-Йорк). Окна здания выходят на канал Хелл-гейт в проливе Ист-Ривер.

## История

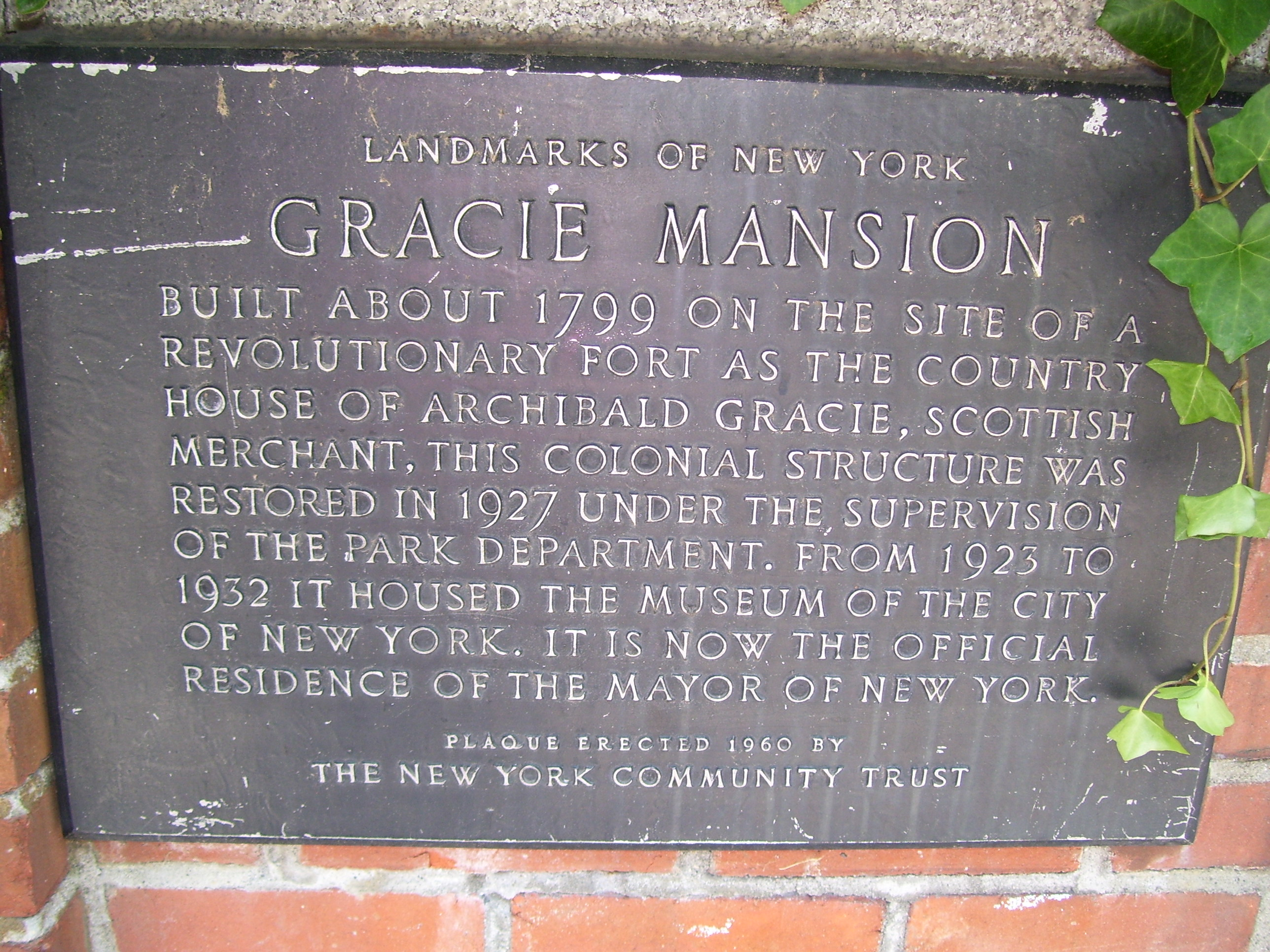
Табличка, отмечающая статус достопримечательности

### До строительства
Во время Войны за независимость Джордж Вашингтон экспроприировал другое здание примерно в том же месте, занимавшем стратегические высоты с видом на пролив Хелл-гейт. Это здание, которое называлось «особняк Белвью» (англ. Belview Mansion), было загородной резиденцией нью-йоркского торговца Джейкоба Уолтона. Британцы разрушили этот дом во время войны.
В 1799 году Арчибальд Грейси построил нынешнее здание, известное теперь как особняк Грейси, и использовал его как загородный дом; в 1823 году ему пришлось продать его, чтобы расплатиться с долгами. Осенью 1801 года Грейси организовал там собрание нью-йоркских федералистов, созванных Александром Гамильтоном для сбора 10 тыс. долларов на создание газеты New York Evening Post.

### Недавняя история
Другие владельцы занимали дом до 1896 года, когда муниципальное правительство изъяло особняк и сделало его частью парка Карла Шурца. До 1924 года здание выполняло различные функции (в разное время здесь размещались общественные туалеты, киоск с мороженым, учебные кабинеты). С 1924 по 1936 год здесь размещался Музей города Нью-Йорка, а с 1936 по 1942 год дом демонстрировался как историческая постройка.
В 1942 году Роберт Мозес убедил мэра Фьорелло Ла Гуардия передать дом мэрии. Два основных этажа открыты для экскурсий и фактически представляют собой небольшой музей.
В 1975 году здание было включено в Национальный реестр исторических мест.

### В настоящее время
Особняк может использоваться только для официальных мероприятий мэрии. На ночлег здесь могут останавливаться только государственные чиновники и члены семьи мэра.
Мэр Майкл Блумберг никогда не жил в особняке Грейси, хотя использовал его для встреч и мероприятий, а также для размещения официальных гостей города. В начале своего срока Блумберг, один из богатейших людей США, начал крупную реставрацию особняка, финансируемого анонимным благотворителем (считают, что в этой роли выступил сам мэр).
В настоящее время мэр Билл де Блазио и его семья проживают в особняке Грейси.

## Архитектура

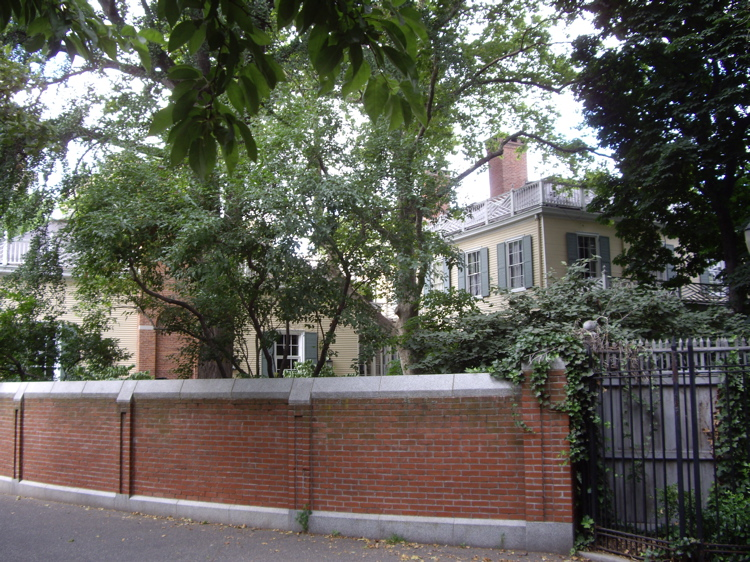
Западная сторона

Торговец Арчибальд Грейси (1755—1829) построил двухэтажный деревянный особняк в федеральном стиле. Проект здания разработан или известным в то время строителем Эзрой Уиксом, или Джоном Маккоумом-младшим — архитектором мэрии Нью-Йорка и загородного дома Александра Гамильтона (англ. Hamilton Grange) в Гарлеме.
По предложению Сьюзан Вагнер, жены мэра Роберта Ф. Вагнера-младшего, были разработаны планы по созданию нового западного крыла, строительство которого завершилось в 1966 году. Архитектором крыла Сьюзен Вагнер (англ. Susan B. Wagner Wing), как его теперь называют, был Мотт Шмидт. Несмотря на то, что в то время его критиковали за «несовременность», появление крыла помогло использовать дом для проведения всякого рода официальных мероприятий. Фонд сохранения особняка (англ. Gracie Mansion Conservancy) реставрировал части здания в 1981—1984 годах и в 2002 году.

## В массовой культуре
- Особняк показан в фильме «Захват поезда Пелэм 1-2-3» (1974).
- Особняк показан в фильме «Охотники за привидениями 2» (1989), где главные герои посещают мэра в связи с захватом Нью-Йорка призраками.
- Особняк Грейси также можно увидеть в фильме «Мэрия» (1996) с участием Аль Пачино и Джона Кьюсака.
- Особняк и его окрестности играют заметную роль в романе «Врата ада» (англ. Hell Gate, 2010) Линды Фэрстайн[6].
- Оригинальные кадры популярного телешоу Yule Log были сняты на 16-мм пленку в особняке Грейси и показывались с 1966 по 1969 год[7].
- В сериале «Безумцы» особняк упоминается Бертом Купером в эпизоде под названием «Новый Амстердам».
- Особняк упоминается и несколько раз показан в сериале «Голубая кровь».
- В сериале «Спин-Сити» (1996) мэр Рэндол Уинстон часто упоминает особняк Грейси; один из эпизодов называется «Папа [римский] из Особняка Грейси» (сезон 2, эпизод 20).